# Santuari Inari

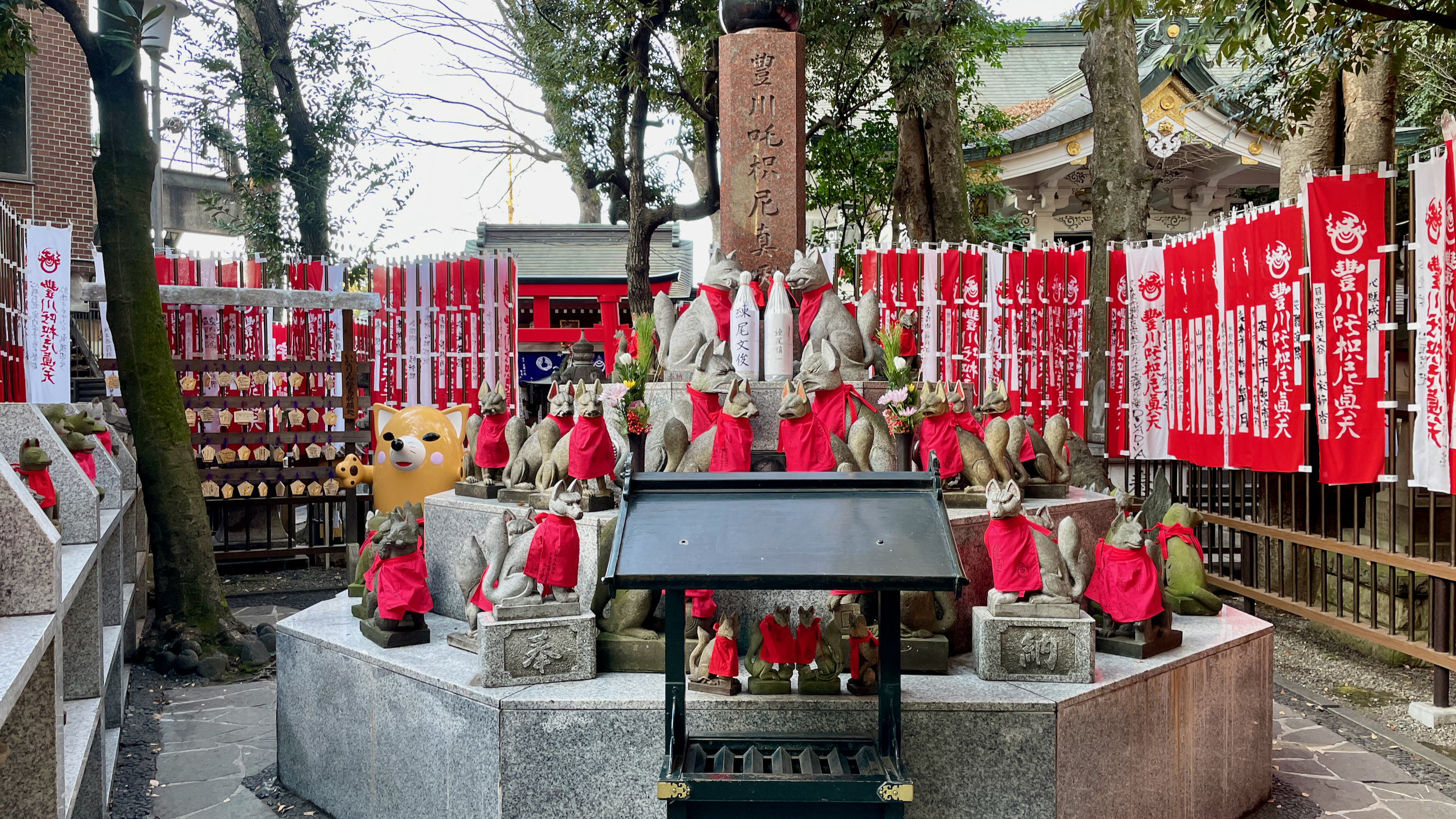
El santuari Inari Toyokawa de Tokyo, conegut per tenir centenars d'estatus de kitsune.

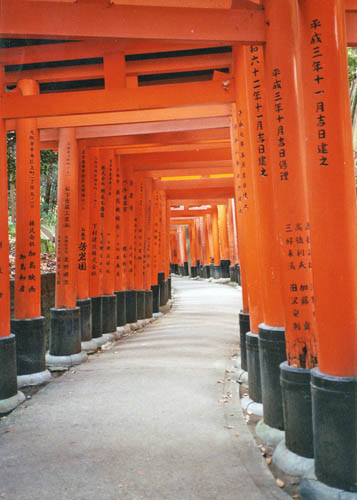
El camí dels mil torii a Fushimi, Kyoto.

Un santuari Inari (稲荷神社, Inari jinja) és un tipus de santuari japonès utilitzat per adorar el déu Inari. Inari és una deïtat popular associada a les guineus, l'arròs, el benestar de la llar, la prosperitat empresarial i la prosperitat general. Els santuaris d'Inari es construeixen normalment amb parets d'estuc blanc amb fusteria lacada en vermell, i les seves entrades estan marcades per toriis vermells. Es poden trobar aquests santuaris tant budistes com xintoistes per a tot el Japó.
L'Inari és una deïtat popular associada tant amb santuaris xintoistes com budistes situats a tot el Japó. Segons un informe de 2007 de la Universitat de Kokugakuin, 2970 santuaris estan dedicats a Inari. Aquest número inclou només els santuaris xintoistes registrats com a corporacions religioses i que formen part de l'Associació de Santuaris xintoistes. Els petits santuaris al costat de la carretera o de camp, els santuaris conservats en una llar o oficina corporativa i els temples budistes no s'inclouen en aquesta estadística, però, si fossin, el nombre podria augmentar en gran manera. El culte inari continua centrant-se al voltant de les pràctiques de la religió popular i es manté sense canvis per la restauració Meiji. Els santuaris Inari són ben coneguts i segueixen sent alguns dels santuaris més familiars i reconeixibles pel poble japonès.